# Sanzoles
Sanzoles – gmina w Hiszpanii, w prowincji Zamora, w Kastylii i León, o powierzchni 25,66 km². W 2011 roku gmina liczyła 571 mieszkańców.